# Celestino Manso Pires Soares
Celestino Manso Pires Soares (Lisboa, São Jorge de Arroios, 30 de julho de 1898 — Lisboa, Campo Grande, 5 de abril de 1962), muitas vezes referido apenas por Celestino Soares, foi um diplomata, jornalista, publicista e político republicano, governador civil do Distrito de Portalegre em 1926, que se destacou na oposição ao regime do Estado Novo. Foi uma figura destacada do panorama cultural português nas décadas de 1920 e 1930. ligado ao iberismo e ao movimento modernista.

## Biografia
Nasceu em São Jorge de Arroios, Lisboa, filho de José Pires Soares e de Júlia Manso Pires Soares, de origem madeirense, tendo sido batizado na paróquia de  Santa Luzia da cidade do Funchal a 17 de setembro de 1898, razão pela qual é frequentemente referido como tendo nascido na ilha da Madeira. Foi aluno da Faculdade de Medicina da Universidade de Lisboa de 1915 a 1921.
Dedicou-se ao jornalismo de opinião e dirigiu o diário lisboeta Sol, um periódico efémero que se publicou entre 30 de outubro e 1 de dezembro de 1926, ou seja, durante 33 dias. O Sol era um jornal de tendência republicana e antifascista, que se publicou no ambiente político hostil da Ditadura Militar, instaurada em 28 de maio do mesmo ano, e sujeito ao regime de censura prévia à imprensa recentemente instaurado. O diário Sol sucedera a um bissemanário republicano do mesmo nome (Sol bi-semanário republicano), também dirigido por Celestino Soares, que se publicou entre julho e agosto de 1926. No campo jornalístico também trabalhou como empresário, apoiando várias inicitivas editoriais. Foi administrador da Emprêsa Editora do Sol. Em 1923 chegou a ser anunciado para breve um grande magazine semanal sob a direcção de Celestino Soares, que não chegou a ver a luz do dia.
Durante a Primeira República Portuguesa foi secretário técnico no Ministério dos Negócios Estrangeiros, nomeado pelo Ministro Veiga Simões, e diplomata, colocado em 1921 e 1922 como cônsul em Boston e adido extraordinário à Legação de Portugal em Washington, tendo escrito sobre temas norte-americanos e sobre a comunidade portuguesa nos Estados Unidos. Na revista Contemporânea publicou vários textos sobre temas relacionados com a política ibero-americana.
Com, entre outros, José Coelho Pacheco e Leitão de Barros, Celestino Soares esteve envolvido na polémica em torno da Sociedade Nacional de Belas Artes, ocorrida em 1921, a propósito um artigo. Celesino Soares, além de se relacionar, entre outros, com José Pacheco, Almada Negreiros e Augusto Ferreira Gomes, era também das relações de Fernando Pessoa, sendo listado, por volta de 1921, como possível subscritor do capital da Olisipo, juntamente com o quase homónimo, José Celestino Soares. Foi editor da revista Sphinx (A  Sphinx revista mensal ilustrada) e administrador da sua empresa editora, a Sociedade Editorial Sphinx.
Militante do Partido Republicano Português era governador civil do Distrito de Portalegre quando ocorreu o golpe de 28 de maio de 1926.
Em 1946 e 1947, Celestino Soares foi um dos mais destacados promotores da tentativa de golpe de Estado reviralhista que visava criar uma Junta de Libertação Nacional que irrompeu em 10 de abril de 1947, na sequência dos acontecimentos da revolta da Mealhada, de 10 de outubro de 1946, na qual também esteve envolvido. Celestino Soares foi o redactor da proclamação dos militares revoltosos e também de um plano de estrutura constitucional provisória que serviria em caso de vitória. Na sequência da segunda tentativa de golpe, o ministro da Guerra salazarista, Santos Costa, obteria a condenação de Celestino Soares a um ano e meio de prisão.
Casou em Lisboa, a 18 de junho de 1921, com Regina de Melo Botelho Pimentel de Mesquita Moniz, natural da Sé, Angra do Heroísmo.

## Obras
Entre muitas outras, é autor das seguintes publicações:
- Breve comentário à política Ibero-Americana, por Celestino Soares, Governador Civil de Portalegre
- California and the Portuguese : How the Portuguese helped to build up California. A monograph written for the Golden Gate international exposition on San Francisco bay. Lisboa : S P N Books, 1939.
- Chart of the names of the portuguese who took part in the discovery of the American Continent
- Portugal in New York World's Fair 1939 (coautoria). Porto : Tip. Costa Carregal : Litografia Maia, imp. 1939.
- Apontamentos de etnografia, gastronomia e artesanato (em coautoria). Viseu : Câmara Municipal de Viseu, 1989.